# James Fogle
James Fogle (29. září 1936 – 23. srpna 2012) byl americký spisovatel, širší veřejnost známý coby autor autobiografického románu Drugstore Cowboy, zfilmovaného Gusem Van Santem s Mattem Dillonem v hlavní roli.

## Život
Narodil se v městečku Elcho ve Wisconsinu a vyrůstal ve washingtonské Olympii. Od mládí měl problémy se zákonem, již ve dvanácti letech například ukradl první auto a značnou část svého dospívání strávil v nápravních zařízeních pro mladistvé. Tamní pobyty mu podle jeho slov posloužily jako „škola, kde učí zlodějství“. V padesátých letech se během pobytu ve věznici na McNeillově ostrově naučil brát drogy a objevil způsoby, jak vykrádat lékárny a obstarávat si je.
Později strávil řadu let v různých věznicích, kde se začal věnovat psaní. Jeho první, nikdy nevydaný román se jmenoval Satan’s Sandbox. Vzhledem k minimálnímu vzdělání zejména v gramatice mu jej později pomáhal přepsat scenárista Daniel Yost. Díky němu se Fogleův pozdější román Drugstore Cowboy dostal do rukou režiséra Guse Van Santa, který podle něj natočil stejnojmenný celovečerní film. Ten měl premiéru v roce 1989, jeho předloha vyšla až v následujícím roce a zůstává jedinou Fogleovou vydanou knihou. Je autorem řady dalších románů a povídek, které zůstávají v Yostově vlastnictví. Mezi jeho další romány patří Needle in the Sky a House of Worms.
Naposledy byl Fogle odsouzen v roce 2011 na patnáct let ve vězení za přepadení lékárny v Seattlu. Zemřel v následujícím roce na mezoteliom ve věku 75 let; v té době pobýval v nápravném zařízení ve městě Monroe.